# Thomas Hahn-Bruckart
Thomas Hahn-Bruckart (* 1978 in Aachen) ist ein deutscher Theologe.

## Leben
Nach dem Abitur 1997 an der Viktoriaschule Aachen studierte er von 1997 bis 2004 evangelische Theologie an der Universität Bonn, der Dormitio-Abtei und der Universität Kiel (2004 Fakultätsexamen (Diplom-Theologe) in Kiel). Nach Rigorosum/Promotion 2009/2011 (Dr. theol.) an der Christian-Albrechts-Universität zu Kiel und der Habilitation 2019/2020 an der Johannes-Gutenberg-Universität Mainz ist er seit 2021 Professor für Kirchengeschichte an der Universität Rostock.
Seine Forschungsschwerpunkte sind Martin Luther und die Wittenberger Reformation, lutherische Konfessionalisierung und religiöser Dissent, Pietismus und Erweckung in transatlantischer Perspektive, Kirchen- und Kulturgeschichte des 19. Jahrhunderts und Konfessionskunde und Ökumenik.

## Schriften (Auswahl)
- Friedrich von Schlümbach. Erweckungsprediger zwischen Deutschland und Amerika. Interkulturalität und Transkonfessionalität im 19. Jahrhundert. Göttingen 2011, ISBN 978-3-525-55804-1.
- mit Wolfgang Breul und Traudel Himmighöfer (Hg.): Martin Bucer und sein Briefwechsel. Speyer 2016, ISBN 978-3-939512-83-7.